# Eleginus nawaga
Eleginus nawaga (Walbaum, 1792), conosciuto in italiano come navaga è un pesce osseo marino e d'acqua salmastra della famiglia Gadidae.

## Distribuzione e habitat
Si tratta di una specie artica diffusa nei mari Bianco, di Barents e di Kara nonché lungo le coste dell'oceano Artico tra il golfo di Kola e la foce dell'Ob'. È un pesce costiero che frequenta fondali sabbiosi e fangosi nei pressi del pack. È molto eurialino e può penetrare nei fiumi per un tratto relativamente lungo, talvolta fino all'acqua completamente dolce.

## Descrizione
È piuttosto simile al merluzzo, con tre pinne dorsali, due pinne anali e un barbiglio sul mento ma è relativamente più allungato. La mascella superiore è sporgente sull'inferiore. La linea laterale è completa fino all'inizio della seconda pinna dorsale. La pinna caudale ha un bordo chiaro con un disegno tipico. La linea laterale non si estende sulla testa. Il colore è bruno o grigiastro cosparso di macchiette scure sul dorso e chiaro sul ventre. La taglia massima nota è di 42 cm.

## Biologia
Può vivere fino a 12 anni. Forma banchi.

### Alimentazione
Si nutre di crostacei, vermi marini e piccoli pesci.

### Riproduzione
Avviene nelle foci dei fiumi, nei canali tra isole o in zone costiere soggette a forti correnti di marea. La femmina produce tra 6.000 e 90.000 uova all'anno

## Pesca
È oggetto di pesca commerciale.